# Sky Radio
Sky Radio is een Nederlandse commerciële radiozender van Talpa Radio, die wordt geprogrammeerd volgens het AC-format (populaire muziek zonder extremen, zoals rap, hard rock of te harde dance). Er wordt voornamelijk muziek vanaf de jaren tachtig tot nu uitgezonden, vallend onder de categorie 'Feel Good'.
Het radiostation heeft als doelgroep de leeftijdsgroep tussen 18 en 54 jaar. Er zijn geen diskjockeys te horen en de muziek wordt uitsluitend onderbroken voor reclame, nieuws, weer en verkeer.
Op 1 oktober 2016 fuseerde de Sky Radio Group met de 538 Groep. Beide bedrijven gingen per 9 januari 2017 verder onder de naam Talpa Radio. Uunco Cerfontaine is de radio directeur van Sky Radio.

## Geschiedenis
Sky Radio begon in Nederland op 30 september 1988. Een commerciële omroep was in Nederland nog niet toegestaan en daarom zond Sky Radio uit via een zogeheten U-bochtconstructie. In eerste instantie was de zender alleen nog maar te ontvangen in stereo via de kabel. In februari 1992 kreeg Sky Radio tijdelijk de FM-etherfrequentie 102,7 MHz in West-Nederland (zenderlocatie: Rotterdam-Waalhaven) toegewezen, na een procedure bij het College van Beroep voor Bedrijfsleven om deze zogenaamde "restfrequentie" toegewezen te krijgen. Deze procedure en overige proefprocessen waarin FM-etherfrequenties onder rechterlijke druk aan commerciële radiostations ter beschikking werden gesteld, werden overigens formeel gevoerd door twee mediajuristen van de Universiteit van Amsterdam onder de noemer "De Vrije Ether b.v.".
Sky Radio had tussen juli en december 1992 een tweede zender genaamd Hitradio. Deze zender was alleen via de kabel te ontvangen, en werd na de lancering van Radio 538 op 11 december 1992, vervangen door deze commerciële radiozender, welke is opgericht door oud Veronica dj Lex Harding en oud Veronica en TROS dj Erik de Zwart. De naam HitRadio is sinds 1 november 2009 opnieuw in gebruik genomen door Sky Radio Groep voor het kabelradiostation dat voorheen bekend was als TMF HitRadio.
Toen in 1994 de etherfrequenties opnieuw werden verdeeld, vielen Sky Radio en Radio 538 buiten de boot. Nadat beide zenders hiertegen hadden geprotesteerd, kregen ze allebei alsnog een FM frequentie toegewezen. Sky Radio zond vanaf dat moment uit op 100,7 MHz, hier kwamen ook 100,4 MHz in Noord-Nederland en enkele steunzenders bij. In Nederland nam Sky Radio in april 1997 de jarenlange marktleiderspositie over van de nationale publieke popzender Radio 3FM. Op 21 juni 2004 werd Sky Radio echter gepasseerd door Radio 538.
In 2003 werden alle frequenties opnieuw verdeeld. Sindsdien is Sky Radio in Nederland te ontvangen op frequenties tussen 101,0 en 101,9 MHz. In maart 2005 werden de huisstijl en het bekende logo van Sky Radio vervangen door een geheel nieuw ontwerp.
In 2006 voerde Sky Radio een zogenaamde muziekgarantie in, waarbij er tijdens de 9 uur 's ochtends en 5 uur 's middags nooit twee keer dezelfde plaat wordt gedraaid. In 2008 liet het station deze garantie weer los. In juli 2011 herintroduceerde men de formule onder de noemer the no repeat workday. In de zomer van 2013 is die formule weer overboord gegooid.
De zender heeft de afgelopen jaren een modernisering ondergaan waarbij de huidige playlist voor de helft uit actuele hits van artiesten als Adele, Ilse DeLange, Train, Michael Bublé, P!nk, Robbie Williams en BLØF bestaat. In 2011 werd na 23 jaar het Sky audiologo aangepast, daarmee veranderden alle jingles en de nieuws-, weer- en verkeersleaders. In 2012 is ook het beeldlogo aangepast en gemoderniseerd.

## Christmas Station

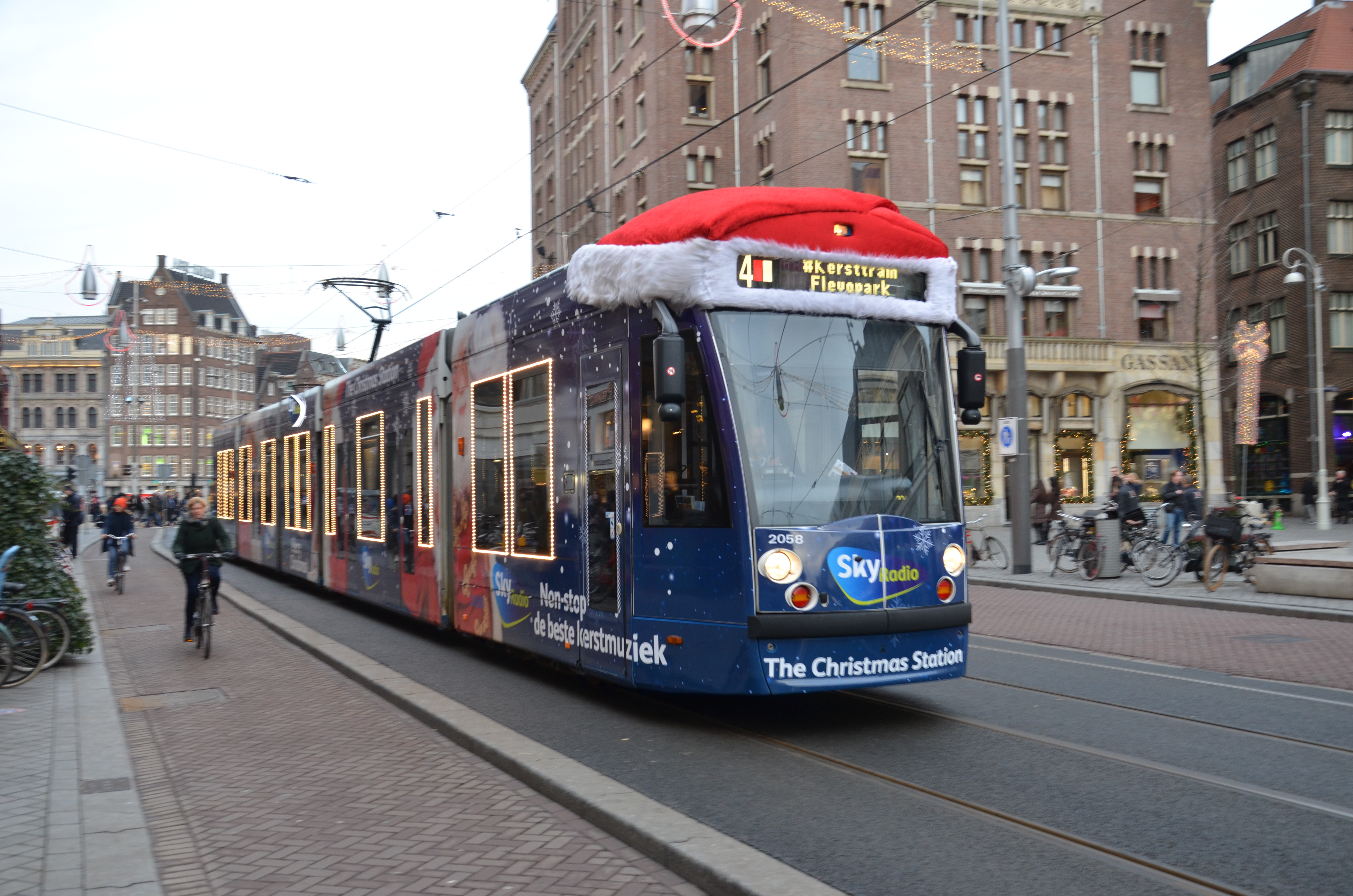
Een kersttram van Sky Radio op het Rokin in Amsterdam.

Met ingang van 2023 zendt Sky Radio vanaf de laatste maandag van november t/m 26 december kerstmuziek uit. Ze profileren zichzelf dan via hun kanalen en reclames als 'The Christmas Station'. Voorgaande jaren was dit vanaf 20 december en daarvoor vanaf 6 december.
Er rijden in deze periode kersttrams door Amsterdam, Den Haag en Rotterdam. Dit zijn versierde trams met verlichte ramen en op de voorkant een grote kerstmuts. In deze trams is non-stop kerstmuziek te horen van Sky Radio. In 2024 rijdt er voor het eerst ook een miniatuurversie van deze kersttram in Madurodam.
De zender telt van 1 t/m 24 december af naar Kerstmis met een speciale Sky Radio-Adventskalender waarmee in die periode dagelijks prijzen zijn te winnen. Op Eerste Kerstdag wordt 'The Christmas Top 50' uitgezonden met de beste kerstnummers. Dit programma heeft volgens onderzoek van Intomart Gfk ooit 6 miljoen luisteraars gehaald. In 2022 wordt deze lijst echter niet op Eerste Kerstdag, maar op 16 december uitgezonden. Vanaf 2023 wordt de lijst zelfs meerdere keren uitgezonden tijdens de kerstperiode, in de week voor Kerstmis, op kerstavond en op Eerste Kerstdag. Vanaf datzelfde jaar werkt ook de tv-zender Net5 mee met het kerstfeest van Sky Radio. Deze zender wordt dan net als Sky Radio omgedoopt tot The Christmas Channel. De 'Christmas Top 50' wordt vanaf dat jaar ook op tv uitgezonden. Net5 zendt met Kerstmis de bijbehorende videoclips uit. Ook zendt Net5 in aanloop naar Kerstmis diverse kerstfilms uit. Sky Radio brengt ieder jaar vanaf 1 oktober het internetradiostation Sky Radio: The Christmas Station, dat drie maanden lang non-stop kerstmuziek uitzendt. 
Het evenement kent ook een zomerse variant, "Your Summer Station", die plaatsvindt in de maand juli. De zender draait in deze maand non stop zomerse muziek en er is de Sky Zomerkalender waarmee zomerse prijzen zijn te winnen en ook de Summer Top 101 wordt uitgezonden. Ook zijn er dan diverse tropische winacties.

## Hitlijsten
Naast de Christmas Top 50 zendt Sky Radio elk jaar diverse hitlijsten uit.

### Valentijns Top 101
Op Valentijnsdag de Valentijns Top 101 uit. Een lijst van de 101 beste Valentijnshits die door de luisteraars wordt samengesteld. 

### Summer Top 101
Op de tweede vrijdag van de maand juli wordt de Summer Top 101 uitgezonden, een lijst van de 101 beste Zomerhits die eveneens door de luisteraars wordt samengesteld. In 2024 werd de lijst echter niet op de tweede, maar op de derde vrijdag van juli uitgezonden. De lijst werd verplaatst omdat het die dag slecht weer werd. Sky Radio vond het niet gepast om de lijst uit te zenden op een regenachtige dag en stelde deze daarom een week uit.Daarna werd de lijst nog twee keer uitgezonden, op 6 augustus en op 28 augustus omdat het ook op deze twee dagen warm weer was.

### Sky Top 1000
In 2023 werd de Sky Top 1000 geïntroduceerd, vanwege het 35-jarige bestaan van de radiozender. Perfect van Ed Sheeran stond op nummer 1. In 2024 werd de lijst opnieuw samengesteld, toen met Hello van Adele op nummer 1. De lijst wordt in april een week lang uitgezonden en vlak voor de jaarwisseling herhaald.

## Medewerkers

### Voice-overs
Vaste stemmen van de radiozender zijn Mark Labrand en Kimberly van de Berkt. Zij zijn te horen in de jingles en promo's. 

### Nieuws
Sky Radio had van 1992 tot begin 2013 een eigen nieuwsdienst, maar die verdween door bezuinigingen. Doordeweeks tussen 06.30 en 18.30 uur presenteren nieuwslezers van het ANP bulletins vanuit de studio van Sky Radio. De rest van de uren wordt het algemene ANP-bulletin uitgezonden. Tijdens de ochtend- en middagspits wordt op het halve uur een kort nieuwsbulletin van één minuut uitgezonden. 

### Weer
Tijdens de ochtend- en middagspits schuiven op het halve uur presentatoren van Weer.nl aan, voor een uitgebreid weerbericht.

### Social Media
Sky Radio heeft een eigen sociale media-redactie. Ze publiceren content op platforms als Instagram, Facebook en TikTok. Regelmatig worden voxpops of andere bijdrages gemaakt. Hiervoor wordt geen vaste verslaggever gebruikt.

## Digitale zenders
Sky Radio beschikt over een groot aantal digitale muziekzenders die via internet te beluisteren zijn:
- Sky Radio 80's Hits
- Sky Radio 00's en 10's Hits
- Sky Radio Christmas
- Sky Radio Hits
- Sky Radio Lovesongs
- Sky Radio Non-stop@work
- Sky Radio Smooth Hits
- Sky Radio Summer Hits
- Sky Radio Top 1000

## Zusterzenders
Sky Radio is ook een aantal jaren in Duitsland, Denemarken en Zweden actief geweest. In Zweden was Sky Radio enkele jaren actief tot november 1999. In Denemarken had de zender van 2003 tot 2005 de grootste etherdekking van alle Deense commerciële radiozenders. Hoewel de zender in het begin erg populair was, zakten de luistercijfers snel in en vielen de inkomsten tegen, mede wegens de hevige concurrentie van staatsomroep Danmarks Radio en Radio 100FM (onderdeel van Talpa Capital). Ook een formatwijziging waardoor er voortaan gepresenteerde programma's te horen waren mocht niet baten. Op 14 november 2005 om 23.59 uur 's avonds staakte Sky Radio Denemarken haar uitzendingen.
In Duitsland heeft Sky Radio een zender in de deelstaat Hessen gehad. Sky Radio Hessen startte op 24 december 2001, initieel als soft pop zender. Vanaf 11 januari 2005 zijn er gepresenteerde uitzendingen met een formatwijziging doorgevoerd als hitradiozender. In juli 2006 leek deze als een succes te hebben uitgepakt, maar dit bleek later betrekkelijk te zijn. Uiteindelijk is het voor de Telegraaf Media Groep NV een overweging geweest om in november 2007 49% van de zender te verkopen aan Regiocast in aanloop naar een volledige verkoop. Op 5 augustus 2008 werd de merknaam Sky Radio in Duitsland dat als 'superhit' radiostation actief was sinds 2005 losgelaten. Sinds 5 augustus 2008 is Sky Radio Groep (51%) en Regiocast (49%) in Hessen actief met Radio BOB! met een rock/pop format. Op 15 december 2008 verkocht Sky Radio Groep haar 51% belang in Radio BOB! aan Regiocast die daarmee volledig eigenaar is geworden van Radio BOB!

## Beeldmerk

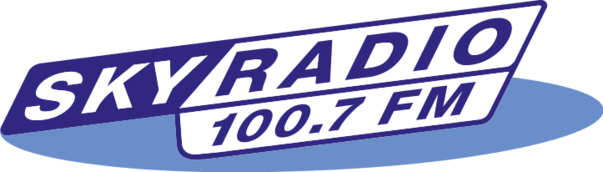
Van 16 april 1998 t/m 1 juni 2003
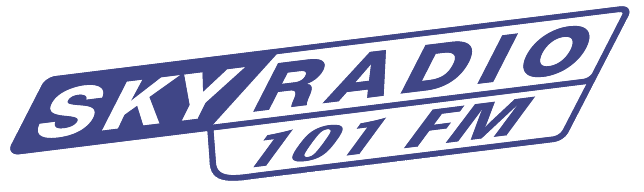
Van 1 juni 2003 t/m 13 maart 2005
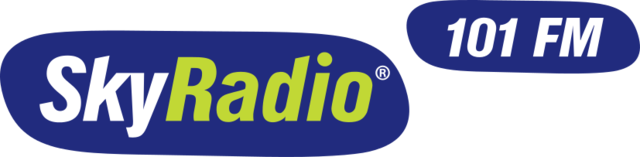
Van 14 maart 2005 t/m 19 september 2012
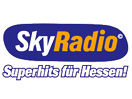
Logo van Sky Radio Hessen
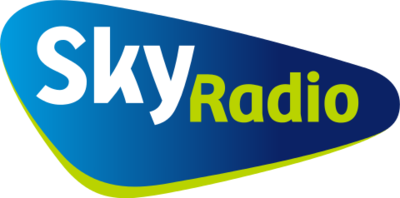
Van 20 september 2012 t/m 22 september 2019
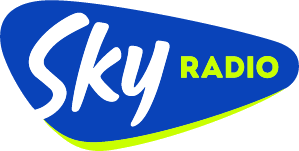
Sinds 23 september 2019

## Prijzen

### Marconi Award
Hoewel Sky Radio geen gepresenteerde programma's op zender heeft wist het radiostation wel tweemaal de Marconi Award voor beste radiostation te winnen, in 1996 en 2013.